# Die Tochter des Nordens
Die Tochter des Nordens ist ein US-amerikanisches Stummfilmdrama aus dem Jahr 1923 von Scott R. Dunlap mit Buck Jones, der als Charles Jones auftrat, und Bert Sprotte in den Hauptrollen. Das Drehbuch basiert auf dem Roman Snowdrift: A Story of the Land of the Strong Cold von James B. Hendryx.

## Handlung
Der Bergbauingenieur Carter Brent verliert sein Geld beim Glücksspiel. Er verliebt sich in Snowdrift, einen angeblichen Mischling, die in Wirklichkeit ein kaukasisches Waisenkind ist, das von einer Indianerin aufgezogen wurde. Carter kommt durch seine Verbindung mit Snowdrift wieder zu Sinnen und rettet sie schließlich aus der Gefangenschaft des Tanzsaalleiters, der sie gefangen gehalten hat.

## Hintergrund
Gedreht wurde der Film Anfang 1923 in den Fox-Studios in Hollywood.
Am 17. Februar 1923 wurde gemeldet, dass die Filmcrew mehrere Wochen vor Ort in Truckee in Kalifornien verbringen werde. Am 10. März 1923 wurde gemeldet, dass das Ende der Produktion innerhalb der nächsten zehn Tage sei.
Da keine Kopien der fünf Filmrollen existieren, gilt der Film als verschollen.

## Veröffentlichung
Die Premiere des Films fand am 29. September 1923 in Los Angeles statt. 1925 kam er in Österreich in die Kinos.